# Cầu diệp nhạt
Cầu diệp nhạt hay lọng nhạt, lan lọng tai thỏ (danh pháp hai phần: Bulbophyllum blepharistes) là một loài phong lan thuộc chi Bulbophyllum.